# 西堀裕美
西堀 裕美（にしぼり ひろみ、1980年9月10日 - ）は、NHKのアナウンサー。

## 人物
大阪府箕面市出身。神戸女学院高等学部を経て京都大学経済学部卒業後、2003年入局。

## 嗜好・挿話
- 大学時代は軽音楽サークルに所属しドラムを担当していた。
- 初任地の山口放送局では、地上デジタル放送推進大使を務めた。大阪出身ということもあり、大阪異動後はふるさと代表として関西をアピールするために起用される機会が多かった（NHK大阪のキャンペーン「関西たっぷり」のタイトルコールを担当）。
- 2010年3月の東京異動後、2012年3月まで担当した「あさイチ」では「あさイチごはん」の時のみ伊達眼鏡をかけ、その日の食材などをあしらったカチューシャを付けて出演していた。
- スポーツ吹矢2級を取得している。
- 2016年3月22日放送の「あさイチ」で同番組の卒業を発表し、名古屋放送局への異動を明らかにした[1]。
- 好きな食べ物はお好み焼き。

愛称
「あほやねん!すきやねん!」で、共に司会を担当した同年齢の中山功太が「ぼりねえ」「ぼり」と呼ぶようになり、番組ホームページでも記載されるようになった。女性陣からは「にしぼりん」→「ぼりん」とも言われていた。
「あさイチ」の共演者は、当初は井ノ原快彦が「にっしー」、有働由美子が「西堀ちゃん」、柳沢秀夫解説委員（現・解説委員長）が「西ヤン」と呼んでいたが、その後は井ノ原も「西ヤン」と呼ぶようになっていた。
「Shibuya Deep A」担当時には共演者から「ぼりさん」と呼ばれていた。

## 担当番組
山口放送局時代
- 第85回全国高等学校野球選手権大会山口大会　準々決勝　下関商5-3下松工 （ラジオ第一・2003年7月27日）
- 日本人大リーガーから目が離せない! 開幕! MLB2005　観戦ガイド （BS1、2005年4月3日）

大阪放送局時代
- 探検ロマン世界遺産「マヤ文明 謎の密林都市〜メキシコ チチェン・イツァ〜」（2006年5月13日）
- 第79回選抜高等学校野球大会 開会式中継（2007年3月23日）
- NHKスペシャル「生中継 京都 五山送り火」（2007年8月16日）
- お元気ですか日本列島（2006年8月25日）
- NHKニュースおはよう日本・NHKニュースおはよう関西
  - 「桜中継」（2007年4月10日 - 4月13日）
  - 「紅葉中継」（2007年11月19日 - 11月22日）
- ジェネレーションY〜地球未来図〜[2]（BS1、2007年11月17日および18日）
- 功太・ジャルジャルのとりあえずやってみます[3]（2008年2月23日）
- 徒然亭がやってきた！〜ちりとてちんファン感謝祭〜 （2008年2月24日）
- ウイークエンド関西（2006年4月8日 - 2008年3月29日）
- おーい、ニッポン 私の・好きな・京都府（BS2、2008年6月1日）
- バラエティー生活笑百科（2008年12月27日）
- かんさい特集「きよしとよしみの浪速ナイトショー」 （2009年5月29日から番組終了（2009年12月））
- 産地発!たべもの一直線（2009年8月16日）
- ニュースウオッチ9（2009年9月17日・18日・リポーター）
- あほやねん!すきやねん!（2008年度から2009年度）

東京アナウンス室時代（1度目）
- JAPAN CUP2012 チアリーディング日本選手権大会（BS1・2012年9月17日）
- Shibuya Deep A（総合テレビおよびワンセグ2、2012年4月から2013年3月）
- J-POP青春の'80（BSプレミアム、2012年4月から番組終了（9月））
- 仕事学のすすめ（Eテレ、2012年9月、語り）
- まる得マガジン（Eテレ）
- NHKニュースおはよう日本（スポーツ担当：2013年4月1日 - 2015年3月27日祝日を除く月曜 - 金曜）
  - 2014年のソチオリンピック期間中は、『サタデースポーツ』『サンデースポーツ』担当の松尾剛と共にNHK総合テレビおよびEテレの中継で東京スタジオ（放送センター）のキャスターを務めていた。
- 花子とアンダイジェスト（「花子とアン1週間」・「5分で花子とアン」ナレーター）
- あさイチ （リポーター：2015年4月8日 - 2016年3月22日、2010年4月から2012年3月まではサブキャスターとして[4]月 - 木曜は「あさイチごはん」、金曜は「あさイチガーデニング」を担当）

名古屋放送局時代
- 東海北陸フレッシュ便 さらさらサラダ（2018年9月25日 - 2019年3月20日）
- 福井のニュース・気象情報（2020年4月）

## 同期の女性アナウンサー
- 一柳亜矢子（秋田→仙台→東京アナウンス室→大阪）
- 神田愛花[5]（福岡→東京アナウンス室→退職→セント・フォース）
- 首藤奈知子（松山→東京アナウンス室→日本語センター出向→東京アナウンス室→松山→東京アナウンス室）
- 橋本奈穂子（金沢→名古屋→東京アナウンス室→宇都宮）
- 古野晶子（長野→東京アナウンス室→甲府→東京アナウンス室→さいたま→人事局）